# (18281) Tros
(18281) Tros ist ein Asteroid aus der Gruppe der Jupiter-Trojaner. Damit werden Asteroiden bezeichnet, die auf den Lagrange-Punkten auf der Bahn des Planeten Jupiter um die Sonne laufen. Er ist dem Lagrange-Punkt L5 zugeordnet, das heißt, (18281) Tros läuft Jupiter in dessen Umlaufbahn um die Sonne um 60° hinterher.
Der Asteroid wurde am 16. Oktober 1977 von dem niederländischen Astronomenehepaar Cornelis Johannes van Houten und Ingrid van Houten-Groeneveld entdeckt wurde. Die Entdeckung geschah im Rahmen der 3. Trojaner-Durchmusterung, bei der von Tom Gehrels mit dem 120-cm-Oschin-Schmidt-Teleskop des Palomar-Observatoriums aufgenommene Feldplatten an der Universität Leiden durchmustert wurden, 17 Jahre nach Beginn des Palomar-Leiden-Surveys.
(18281) Tros wurde nach Tros benannt, einem Enkel des Dardanos und Ahnherr der Trojaner. Bei den Asteroiden werden nacheilende Trojaner nach trojanischen Helden benannt. Die Benennung erfolgte am 9. März 2001. Schon 1979 war ein Einschlagkrater auf dem Jupitermond Ganymed nach Tros benannt worden: Ganymedkrater Tros.